# Antōnīs Antrellīs
Antōnīs Antrellīs (in greco: Αντώνης Αντρελλής; 4 dicembre 1963) è un ex calciatore cipriota, di ruolo difensore.

## Carriera

### Club
Ha giocato tredici stagioni nella massima serie cipriota con l'Apollon Limassol.

### Nazionale
Nel 1984 ha esordito con la nazionale cipriota, giocando 10 partite fino al 1989.